# Episodi di Duel Masters Zero
Duel Masters Zero (デュエル・マスターズ ゼロ?, Dyueru Masutāzu Zero) è stato trasmesso originalmente in Giappone dal 6 ottobre 2007 al 29 marzo 2008 su TV Tokyo per un totale di 25 episodi. La sigla d'apertura è Tamashī shōkan! (魂 召喚!? lett. "Evocazioni dell'anima!") cantata dai Rey.

Il logo della serie

La storia viene ripresa esattamente dal punto in cui era terminata la precedente stagione, Zero Duel Masters, ovvero dopo il duello tra Shobu e Hakuoh. Dopo questo confronto si scopre che Hakuoh e Jura stavano collaborando con l'antagonista principale della serie, il professor March, che mira a controllare ogni creatura esistente ottenendo così tutti i Duel Orb.

## Lista episodi
| Nº | Titolo italiano (traduzione letterale) Giapponese 「Kanji」 - Rōmaji                                                                                    | In onda          | In onda |
| Nº | Titolo italiano (traduzione letterale) Giapponese 「Kanji」 - Rōmaji                                                                                    | Giapponese       |         |
| 1  | Potenziamento 「強化」 - Kyōka | 6 ottobre 2007   |         |
| 2  | Dio della morte 「死神」 - Shinigami | 13 ottobre 2007  |         |
| 3  | Impazienza 「焦り」 - Aseri | 20 ottobre 2007  |         |
| 4  | Il mio duello 「オレのデュエル」 - Ore no Dyueru | 27 ottobre 2007  |         |
| 5  | Cospirazione 「陰謀」 - Inbō | 3 novembre 2007  |         |
| 6  | Impostore 「偽者」 - Nisemono | 10 novembre 2007 |         |
| 7  | Guida 「導き」 - Michibiki | 17 novembre 2007 |         |
| 8  | Potenziamento! Bolshack 「強化! ボルシャック」 - Kyōka! Borushakku                                                                                      | 24 novembre 2007 |         |
| 9  | Il deck di Shori VS il deck di Kokujo 「勝利デッキVS黒城デッキ」 - Shōri Dekki VS Kokujō Dekki                                                          | 1º dicembre 2007 |         |
| 10 | Ballom Emperor 「バロム・エンペラー」 - Baromu Enperā                                                                                                   | 8 dicembre 2007  |         |
| 11 | King Alcadeias 「キング・アルカディアス」 - Kingu Arukadiasu                                                                                            | 15 dicembre 2007 |         |
| 12 | Death Metal Deck 「デス・メタル デッキ」 - Desu Metaru Dekki                                                                                            | 22 dicembre 2007 |         |
| 13 | Hakuoh VS Jura 「白凰VSジュラ」 - Hakuō VS Jura | 5 gennaio 2008   |         |
| 14 | La sconfitta di Hakuoh 「白凰の敗北」 - Hakuō no haiboku                                                                                                | 12 gennaio 2008  |         |
| 15 | Paura 「恐怖」 - Kyōfu | 19 gennaio 2008  |         |
| 16 | Resurrezione!! 「復活!!」 - Fukkatsu!! | 26 gennaio 2008  |         |
| 17 | Spietato 「非情」 - Hijō | 2 febbraio 2008  |         |
| 18 | Perdita 「喪失」 - Sōshitsu | 9 febbraio 2008  |         |
| 19 | Shobu VS Jura 「勝舞VSジュラ」 - Shōbu VS Jura | 16 febbraio 2008 |         |
| 20 | Amico 「友達」 - Tomodachi | 23 febbraio 2008 |         |
| 21 | La morte del dio della morte! 「死神 死す!」 - Shinigami shisu!                                                                                         | 1º marzo 2008    |         |
| 22 | Shobu VS Octo 「勝舞VSオクト」 - Shōbu VS Okuto | 8 marzo 2008     |         |
| 23 | Un'anima da duello 「ただひとつのデュエル魂」 - Tada hitotsu no Dyueru tamashī                                                                          | 15 marzo 2008    |         |
| 24 | Samurai VS Zero 「武者VSゼロ」 - Musha VS Zero | 22 marzo 2008    |         |
| 25 | Episodio finale "Special un'evocazione dell'anima!" 「最終話 「特別篇 魂召喚スペシャル！」」 - Saishū-banashi "tokubetsu-hen tamashī shōkan Supesharu!" | 29 marzo 2008    |         |